# Acontiola implicita
Acontiola implicita is een vlinder van de familie van de uilen (Noctuidae). De wetenschappelijke naam van deze soort is voor het eerst voorgesteld als Ozarba implicita door Emilio Berio in een publicatie uit 1940.
De soort komt voor in Tanzania en Zuid-Afrika.